# أليكسي بوشكوف
أليكسي بوشكوف (الروسية: Алексе́й Константи́нович Пушко́в) هو سياسي وبرلماني روسي. من كتبه اللعبة الروسية.